# ヴィクトリア女王 世紀の愛
『ヴィクトリア女王 世紀の愛』（ヴィクトリアじょおう せいきのあい、The Young Victoria）は、2009年のイギリスとアメリカの合作映画。若き日のヴィクトリア女王の半生を描いた伝記映画である。この映画の発案者は、エリザベス2世女王の次男ヨーク公爵アンドルー王子の元妻のセーラ・ファーガソンである。
第82回アカデミー賞では衣装デザイン賞を受賞、美術賞、メイクアップ賞にノミネートされた。

## あらすじ
19世紀のイギリス。老いた国王ウィリアム4世の王位継承者は、亡き弟の娘である10代の少女ヴィクトリアだった。18歳になれば彼女は成人と見なされるが、権力を欲する母親のケント公爵夫人とその愛人のコンロイは、摂政政治を認めろとヴィクトリアに要求し続けていた。
ドイツから来た青年アルバートと親しくなるヴィクトリア。彼はヴィクトリアの叔父であるベルギー国王の甥で、ヴィクトリアの夫候補として送り込まれた男だった。アルバートと文通を始めるヴィクトリア。政治家たちもヴィクトリアへの接近を図り、首相のメルバーンがヴィクトリアの信頼を勝ち取った。
1837年、ウィリアム4世は亡くなり、ヴィクトリアは18歳の若さで女王となった。母親を遠ざけ、メルバーンに頼るヴィクトリア。政権が交代するとメルバーンは失脚したが、ヴィクトリアは友としてメルバーンを庇い続けた。その行動を議会や市民から非難されたヴィクトリアは、いつも励ましの手紙をくれるアルバートとの結婚を決意し、ドイツから呼び寄せた。
忙しい女王が得られる結婚の休暇は3日間だった。アルバートの叔父のベルギー国王は、さっそく彼を利用しようと手紙を送った。しかし従わないアルバート。アルバートは妻を愛し、誠実に尽くす男だったのだ。アルバートの愛の強さに気付いたヴィクトリアは9人の子を儲け、アルバートの死後も貞淑な妻として一生を送るのだった。

## キャスト
| 役名                 | 俳優                       | 日本語吹替 |
| -------------------- | -------------------------- | ---------- |
| ヴィクトリア女王     | エミリー・ブラント         | 甲斐田裕子 |
| アルバート公         | ルパート・フレンド         | 三木眞一郎 |
| メルバーン卿         | ポール・ベタニー           | 咲野俊介   |
| ケント公爵夫人       | ミランダ・リチャードソン   | 一城みゆ希 |
| ウィリアム4世        | ジム・ブロードベント       | 大塚周夫   |
| レオポルド1世        | トーマス・クレッチマン     |            |
| ジョン・コンロイ卿   | マーク・ストロング         | 仲野裕     |
| シュトックマー男爵   | イェスパー・クリステンセン |            |
| アデレード王妃       | ハリエット・ウォルター     |            |
| レーゼン男爵夫人     | ジャネット・ヘイン         |            |
| ウェリントン公爵     | ジュリアン・グローヴァー   | 中田和宏   |
| ロバート・ピール卿   | マイケル・マロニー         | 森川智之   |
| サザーランド公爵夫人 | レイチェル・スターリング   | 足立友     |
| エルンスト           | ミキール・ハースマン       | 中川慶一   |

この他、ヴィクトリア女王とアルバート公の昆孫にあたるヨーク公爵令嬢ベアトリス王女が侍女役で出演している。

## 評価
レビュー・アグリゲーターのRotten Tomatoesでは156件のレビューで支持率は76%、平均点は6.50/10となった。Metacriticでは29件のレビューを基に加重平均値が64/100となった。